# Kinga Blaschke
Kinga Blaschke – historyk sztuki, doktor nauk humanistycznych o specjalności historia sztuki nowożytnej, pracownik Wyższej Szkoły Europejskiej im. ks. Józefa Tischnera w Krakowie.
Jest absolwentką Instytutu Historii Sztuki Uniwersytetu Jagiellońskiego. W 2013 uzyskała stopień doktora na Wydziale Historycznym UJ na podstawie pracy „Obraz sztuki średniowiecznej w nowożytnym piśmiennictwie polskim”.
Specjalizuje się w badaniach nad sztuką nowożytną, teorią sztuki oraz mitem tzw. sztuki ludowej. Jest autorką dwóch książek i kilkudziesięciu artykułów naukowych. W 2011 za książkę Nasze własne, nasze polskie. Mit renesansu lubelskiego w polskiej historii sztuki otrzymała nagrodę im. ks. prof. Szczęsnego Dettloffa dla najlepszej książki z historii sztuki.

## Wybrane publikacje
- Nasze własne, nasze polskie. Mit renesansu lubelskiego w polskiej historii sztuki, Kraków 2010[2]
- Inwencja i repetycja. Powtarzalność planów w architekturze kościelnej na Rusi Czerwonej, Kraków 2010[2]

## Zob. też
- Michał Kurzej